# Грабівка (Калуський район)
Гра́бівка — село Калуського району Івано-Франківської області. Входить до складу Новицької сільської громади. Село розташоване на берегах річки Луква, прилягає до Чорного Лісу.

## Географія
У селі річка Рудовець та потік Корни впадають у річку Лукву.

## Історія
За 450 років свого літописного існування село пережило 5 окупаційних режимів. Село виникло в часи зародження кріпацтва в Україні. Одним з перших керівників повстань в селі був місцевий священик Іван Коритко (Грабівський), разом з ним населення підняло повстання проти правлячої польської шляхти.
Вони встановили український магістрат у Калуші, ліквідувавши кріпацтво. Далі пройшли походом по Прикарпаттю, беручи штурмом замки польських вельмож, але зречення Хмельницького і полишення ним земель найманому польському війську призвели до загибелі повстанців.
Після польсько-шляхетського панування прийшла австрійська влада. У 1880 році в селі було 648 мешканців  (613  греко-католиків, решта євангелісти та юдеї).
Михайло Костів дослідив, що влітку 1905 року храм Різдва Христового у Грабівці відвідав видатний український поет, прозаїк, драматург, літературний критик, публіцист, перекладач, науковець, громадський і політичний діяч Іван Франко. Великий Каменяр гостював у пароха церкви о. Михайла Олексія. Грабівчани раділи, що така поважна і відома людина радо пристає до розмови та допомагає мудрою порадою. На основі спогадів доктора Романа Стефановича. (опубліковані в газеті Львівські вісті. Львів. 9 червня 1942 року. Ч.125. С. 2).
«Минуло 5 років у літі 1905 року, працював я як конципієнт адвоката д-ра Андрія Коса у Калуші. Був гарячий літний день. Коло полудня приходить до канцелярії якийсь старший вже селянин. Подає мені лист, адресований до мене. Я пізнав характеристичний почерк І. Франка. Він писав, що перебуває на літньому віддиху в Грабівці і звертається до мене, щоб я порадив і поміг віддавцеві листа, убогому тамошньому чоловікові, що має якусь справу в суді в Калуші і прийшов за порадою. Несподіваний лист І. Франка викликав у мене правдиву радість. Я розпитав віддавця листа про побут І. Франка у Грабівці. (Грабівка — підгірське село, яких 20 км на полудневий схід від Калуша). І. Франко приїхав туди перед кількома днями в гостину до тамошнього пароха, о. Палія разом із відомим мені молодим істориком Олександром Сушком, що став пізніше доцентом історії словянського мистецтва в Шікаго.
Селянин хвалив собі дуже І. Франка за те, що радо вдається в розмову з людьми на селі і що багато людей іде до нього за порадою. Я занявся негайно справою селянина і передав через нього відповідь до його протектора.
Канцелярійна праця не дозволила мені навідання тоді до Грабівки. Згодом перенісся я як конципієнт з Калуша до Заліщик, де відчинив адвокатську канцелярію. Живучи далеко від Львова, я не мав вже ніколи нагоди стрінутися з І. Франком».
Також згадка про відвідини Іваном Франком о. Михайла Олексія є у некрологу опублікованому у львівській газеті «Діло» (Посмертні згадки. Діло. 1930. 25 жовтня. С. 6.): «Бл. п. о. Олексій був передше довголітнім парохом у Грабівці калуського повіту, людина надзвичайних чеснот. В його домі гостювали між іншими Іван Франко, Лесь Мартович та інші визначні діячі, наші як і чужі».
У 1919 році Польща в ході 10-місячної війни окупувала Галичину, село підлягало гміні та постерунку поліції в Підмихайлі.
У 1939 році в селі проживало 1250 мешканців (1190 українців, 20 поляків і 40 євреїв).
В 1939 році прийшли перші радянські окупанти, репресуючи і знищуючи тих місцевих жителів, які завдяки читальням «Просвіти» були освіченими і свідомими. Радянських правителів у 1941 році змінили німці, які стягали непомірні податки і вивезли 25 грабівчан на роботи в Німеччину. Жителі села піднялися на боротьбу з окупантом, вступаючи в ряди УПА.

### Повстанська столиця

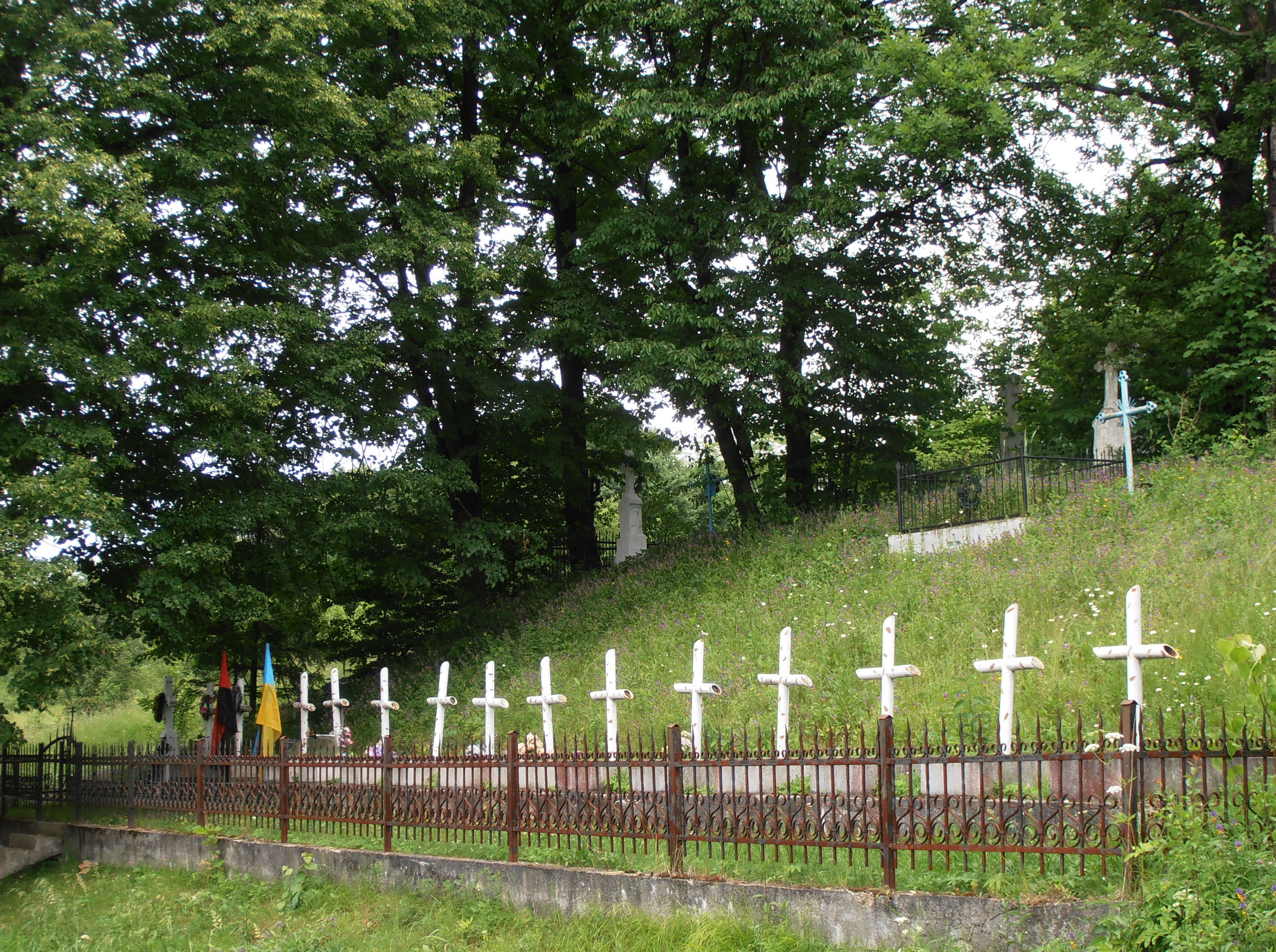
Могили повстанців УПА на цвинтарі

У 1944 році повернувся радянський репресивний режим. Йому протистояли загони УПА, Грабівка стала столицею борців за волю України. В 4 основних некрополях села знаходяться десятки партизанських могил.
27 квітня 1944 року під час відступу від сил УПА «червоні партизани» для прикриття захопили випадкових жителів села. Відійшовши за церкву до лісу, розстріляли 23 чоловіків (у тому числі двох священиків), жінок відпустили, деякі з них були важко поранені.
За даними облуправління МГБ у 1949 р. в Перегінському районі підпілля ОУН найактивнішим було в селах Новиця, Петранка, Грабівка і Завій.
8 листопада 1950 року після розшукових заходів у Чорному лісі біля Грабівки енкаведистами був виявлений бункер, у якому вбито двох охоронців Станіславівського окружного проводу ОУН — «Івана» та «Міська», а також продуктовий бункер-склад і знищено п'ять порожніх бункерів, підготовлених до зими.
7 квітня 1953 року повстанці «Галайда» — Антон Жолобчук та сотенний «Сокіл» — Микола Корж загинули під час боїв з військами НКВС у селі. Постраждав і 62-річний господар Юрій Рибчинський, який надав повстанцям прихисток.

### Сучасність
1984-го в Афганістані загинув місцевий житель Ярослав Шкутяк, якому згодом було відкрито пам'ятну дошку.
На перший антикомуністичний мітинг в Калуші 6 серпня 1989 року з села півсотні юнаків і дівчат під керівництвом Василя Романіва і Василя Костіва маршували під синьо-жовтим прапором 25 кілометрів через села району з патріотичними і повстанськими піснями, мобілізуючи таким чином жителів району. Також активну участь грабівчани взяли у відновленні з підпілля греко-католицької церкви.
В середині 1990-х у Грабівці відкрили нову школу за сприяння тодішнього мера Івано-Франківська — уродженця Грабівки Зіновія Шкутяка. Школа є центром культурного і патріотичного виховання нових поколінь грабівчан. 12 жовтня 2008 року на території подвір'я школи відкрито пам'ятник Степану Бандері.

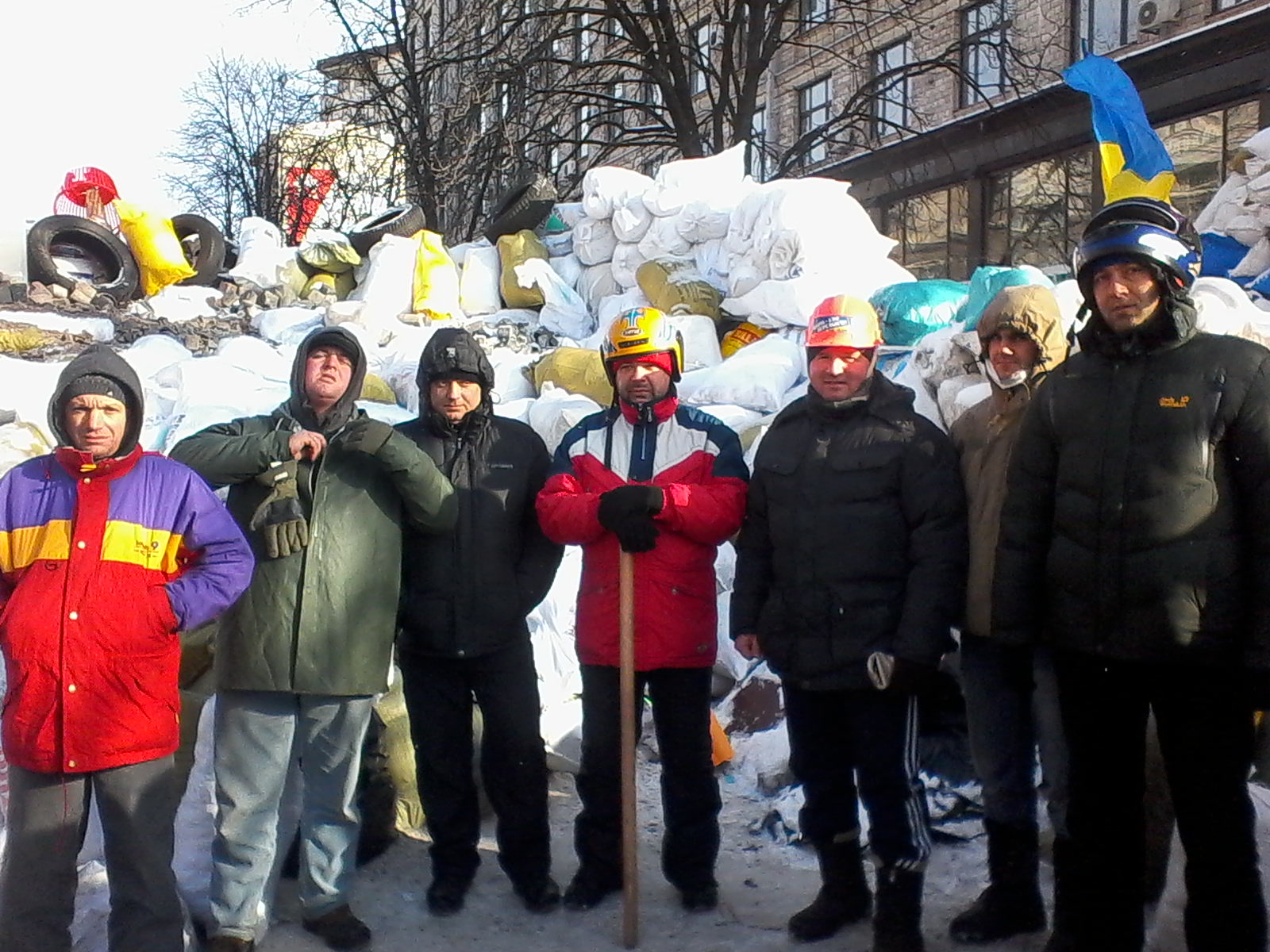
Грабівчани охороняють барикаду

Не пройшла без активної участі грабівчан Помаранчева революція. Десятки жителів села брали активну участь і в Євромайдані, там поліг і їхній сотник —  Дідич Сергій.
Восени 2010 року на територію розташованої на околиці села закинутої військової частин невідомі завезли і залишили там кілька десятків бочок з отрутохімікатами.
18 жовтня 2020 року на фасаді церкви відкрито пам'ятну дошку в честь перебування в Грабівці Івана Франка (ініціатор встановлення та меценат Зіновій Шкутяк, дослідження провів — історик Михайло Костів, скульптор Юрій Хом'як).
Надія Тимків в Грабівці організувала музей «Бойківська хата». 

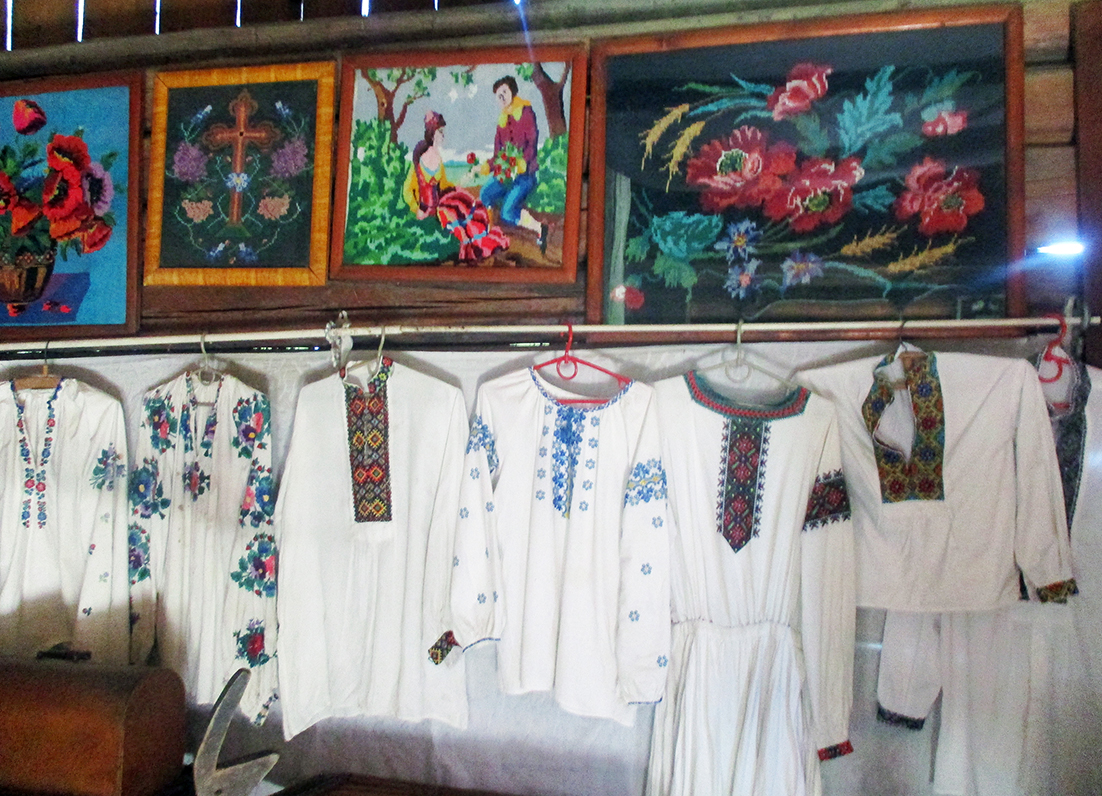
Приватний музей Надії Тимків "Бойківська хата" (с. Грабівка, Новицька ТГ)

«Цю стареньку оселю, якій вже понад сто років, ми з чоловіком Іваном придбали ще понад 15 літ тому, – оповідає Н. Тимків. – Тут межа в межу з нами колись жили старенькі сусіди. А вже відійшли у засвіти. На цьому місці ми планували будувати синові нову домівку. Тут мені дуже подобається... Коли придбали це помешкання, то я почала заглядати у кожен куточок, облазила стрих і знайшла багато давніх речей. Хата й тоді так виглядала, як сьогодні. Розумієте, минувшина – то моє улюблене заняття. Я мріяла про таку справу. Тож відчуваю від роботи особливе задоволення. Люди постійно зносять мені давні речі – вишивки, образи, начиння, знаряддя праці... Та найміцніший фундамент такої справи – справжнє бойківське житло. Хочу людей запросити, щоб приходили у «Бойківську хату», приносили давню бойківську старовину, а щонайперше – приводили дітей і показували їм нашу бойківську неповторність... », - розповідає про музей Надія Тимків.

## Церква
Вперше сільська церква згадується у книзі реєстру катедратика (столового податку) Львівської православної єпархії 1680—1686 рр. без відмітки про сплату.

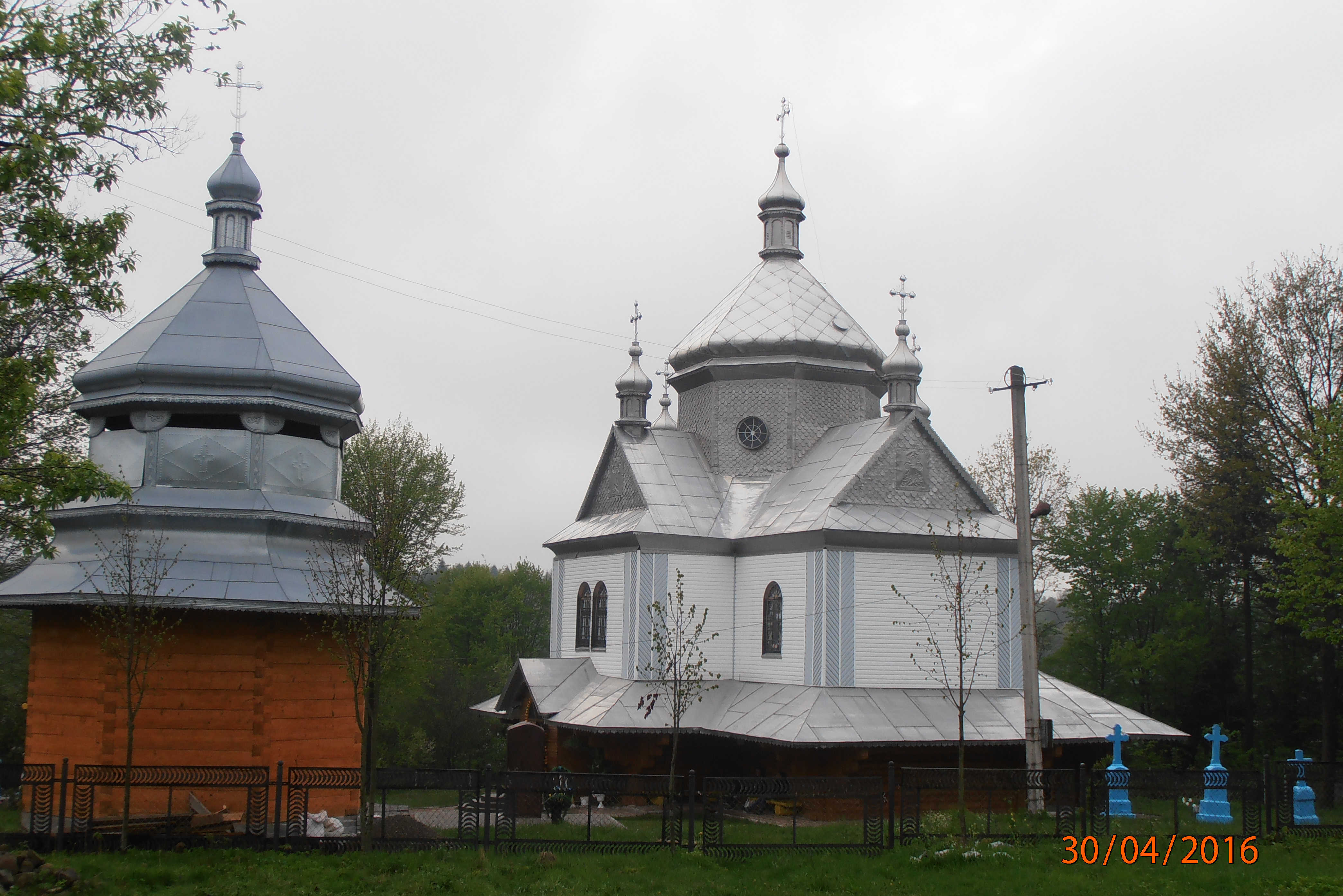
Церква

У протоколах генеральних візитацій Львівсько-Галицько-Кам'янецької єпархії 1740—1755 рр. церква Різдва Христового описується як дерев'яна, збудована 1720 року коштом тодішнього пароха грабівського отця Симеона. Парохом був о. Кузьма Левицький, висвячений 1735 року. Парохія налічувала 18 парохіян-господарів.
Нинішня Церква Різдва Христового збудована 1885 року, пам'ятка архітектури місцевого значення № 759.
Після Львівського псевдособору і заборони греко-католицької церкви храм стояв закритим, у 1985 році сплюндрований і розграбований райкомом КПРС під прикриттям міліції. У 1990 році на Різдво Христове церкву було знову освячено.

## Соціальна сфера
- Народний дім.
- ФАП.
- Школа І-ІІ ст.[21] на 200 учнівських місць.
- 388 дворів, 1054 мешканці.

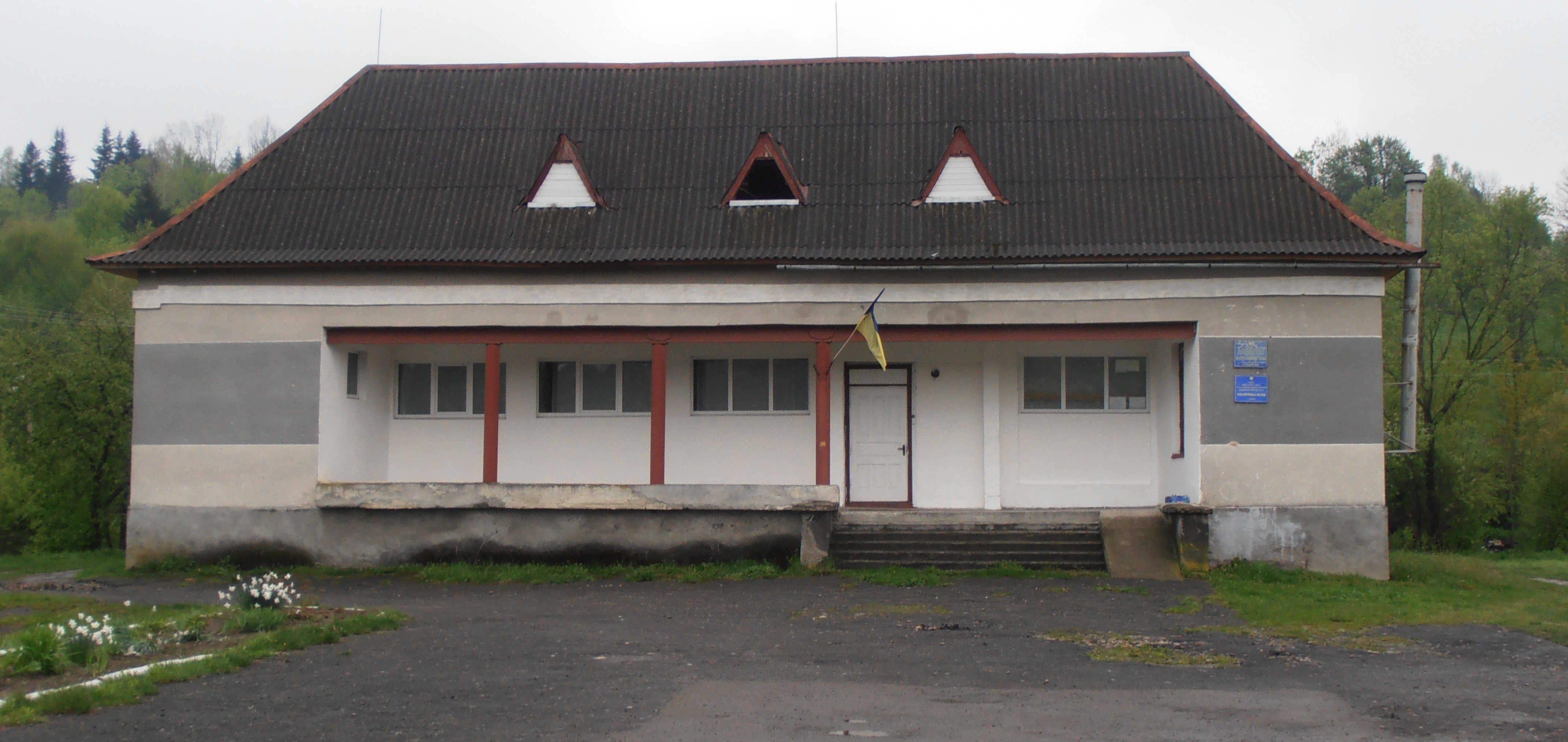
Народний дім
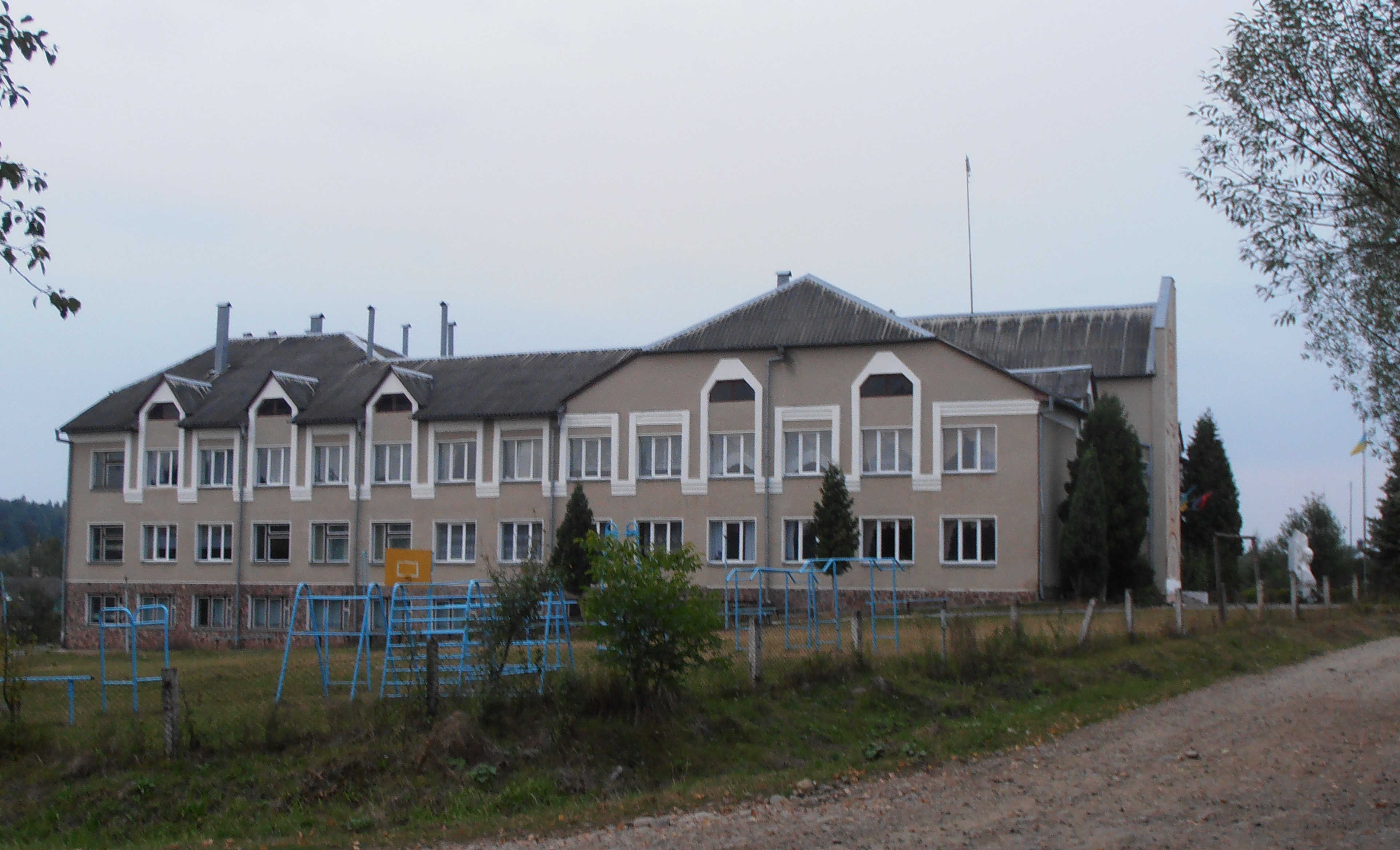
Школа

## Вулиці
У селі є вулиці:
- Андрусяка
- Зарічна
- Тараса Шевченка
- Шкутяка

## Відомі люди

### Народились
- Зварич Федір «Волиняк» (*7.03.1921 — †1947) — командир сотні УПА «Хорти».
- Савицький Омелян Михайлович — український педагог.
- Шкутяк Зіновій Васильович — народний депутат України, НУНС
- Срібняк Михайло Михайлович — заступник голови Калуської районної ради, екс-директор Грабівської СШ, екс-голова Калуської районної ради.
- Срібняк Зіновій Михайлович — лікар-травматолог Калуської ЦРЛ

### Померли
- Андрусяк Василь Васильович (псевдо: «Різун») — командир Станіславського ТВ-22 «Чорний ліс» (25.04.1945 — †24.02.1946), полковник УПА (посмертно)[23].
- Галів Тимофій Миколайович — референт СБ ОУН Станіславської області
- Голояд Мирон Григорович — заступник референта Служби Безпеки Проводу ОУН.
- Гречанюк Федір «Бровко» — поручник УПА, командир сотні УПА «Заведії».
- Турковський Василь Петрович — окружний провідник ОУН Тернопільщини, референт пропаганди Крайової Екзекутиви ОУН ЗУЗ, заступник референта Служби Безпеки Проводу ОУН
- Іван Рученчин — «Шпак» — Провідник ОУН Перегінського району[24][25]
- Корж Микола-«Сокіл» — сотенний, а згодом провідник Лисецького районного проводу ОУН[9].

### Поховані
- Ґонта Іван «Гамалія» — командир куреня «Довбуш» ТВ-22 «Чорний ліс», сотник УПА[26]

## Історичні пам'ятки
- Могила Гамаліївців,
- урочище Березів Лаз,
- Грабівська Церква Різдва Христового (1885),
- пам'ятник Степанові Бандері (2008).